# Gnomidolon humerale
Gnomidolon humerale är en skalbaggsart som beskrevs av Bates 1870. Gnomidolon humerale ingår i släktet Gnomidolon och familjen långhorningar.
Artens utbredningsområde är Panama. Inga underarter finns listade i Catalogue of Life.